# Anthophora nigrociliata
Anthophora nigrociliata är en biart som beskrevs av Pérez 1895. Anthophora nigrociliata ingår i släktet pälsbin, och familjen långtungebin. Inga underarter finns listade i Catalogue of Life.